# Franz von Mentzingen
Franz Hermann Joseph Luitwin Maria Freiherr von Mentzingen (* 6. Juli 1932 in Trier; † 2. Mai 2023 in Freiburg im Breisgau) war ein deutscher Botschafter.

## Leben
Franz von Mentzingen war einer der Herren von Mentzingen und wuchs in Istanbul auf, wo sein Vater, der Diplomat und Offizier Rudolf Peter Maria Joseph Freiherr von und zu Mentzingen (* 15. März 1902 in Tanger), Vizekonsul war. Nach Ausbruch des Zweiten Weltkriegs kehrte die Familie (Mutter Mechtilde Ida Huberta Maria, geb. Freiin Schenk von Stauffenberg, und die vier Geschwister) nach Hugstetten zurück. Der Vater fiel am 10. August 1941 als Oberleutnant der Wehrmacht an der Ostfront. Die Mutter heiratete noch 1945 den Generalmajor der Luftwaffe Egloff Max Freiherr von Freyberg-Eisenberg-Allmendingen (1883–1984).
Von Mentzingen besuchte das Kolleg St. Blasien und studierte Rechtswissenschaft in München und Heidelberg. Seine Frau Anna Brigitte Quincke (1933–2015) hatte er 1956 in Heidelberg geheiratet.
1957 trat er in den Auswärtigen Dienst ein. Von Mentzingen war im Außenministerium Vortragender Legationsrat und Vertreter von Renate Finke-Osiander, Leiterin im Referat Polen, Tschechoslowakei, Ungarn, Rumänien, Jugoslawien, Bulgarien, Albanien. Am 7. März 1976 war er Vortragender Legationsrat in der Botschaft der Bundesrepublik Deutschland in Polen bei Botschafter Hans Hellmuth Ruete. 39 Jahre war von Menzingen unter anderem als Botschafter in Sudan, Simbabwe (1984 bis 1988), Kenia (1988 bis 1991), Peru und Kolumbien.
Von 2001 bis 2009 war Franz von Mentzingen Diözesanleiter des Malteser Hilfsdienstes in Freiburg und bis 2009 stellvertretender Ortsvorsteher von Hugstetten. Dort war er Schlossherr des Hugstetter Schlosses.